# SN 2007ou
SN 2007ou – supernowa typu Ia odkryta 12 października 2007 roku w galaktyce A022342-0049. W momencie odkrycia miała maksymalną jasność 22,50m.